# Денісон (Айова)
Денісон (англ. Denison) — місто (англ. city) в США, в окрузі Кроуфорд штату Айова. Населення — 8373 особи (2020).

## Географія
Денісон розташований за координатами 42°0′57″ пн. ш. 95°21′9″ зх. д. / 42.01583° пн. ш. 95.35250° зх. д. (42.015886, -95.352404).  За даними Бюро перепису населення США в 2010 році місто мало площу 17,04 км², з яких 16,95 км² — суходіл та 0,09 км² — водойми.

## Демографія
Згідно з переписом 2010 року, у місті мешкало 8298 осіб у 2816 домогосподарствах у складі 1866 родин. Густота населення становила 487 осіб/км².  Було 2968 помешкань (174/км²).
Расовий склад населення:
| - 70,6 % — білих - 2,3 % — чорних або афроамериканців - 1,0 % — азіатів - 0,6 % — корінних американців - 0,2 % — вихідців з тихоокеанських островів - 23,0 % — осіб інших рас |

До двох чи більше рас належало 2,3 %. Частка іспаномовних становила 42,1 % від усіх жителів.
За віковим діапазоном населення розподілялося таким чином: 29,0 % — особи молодші 18 років, 57,1 % — особи у віці 18—64 років, 13,9 % — особи у віці 65 років та старші. Медіана віку мешканця становила 32,6 року. На 100 осіб жіночої статі у місті припадало 103,0 чоловіків;  на 100 жінок у віці від 18 років та старших — 100,7 чоловіків також старших 18 років.
Середній дохід на одне домашнє господарство  становив 58 532 долари США (медіана — 44 622), а середній дохід на одну сім'ю — 65 037 доларів (медіана — 51 108). Медіана доходів становила 40 879 доларів для чоловіків та 31 199 доларів для жінок. За межею бідності перебувало 28,1 % осіб, у тому числі 39,4 % дітей у віці до 18 років та 17,0 % осіб у віці 65 років та старших.
Цивільне працевлаштоване населення становило 3661 осіб. Основні галузі зайнятості: виробництво — 28,5 %, освіта, охорона здоров'я та соціальна допомога — 17,2 %, роздрібна торгівля — 16,7 %.

## Персоналії
- Донна Рід (1921-1986) — американська акторка.